# Veszprémi evangélikus egyházmegye
A Veszprémi evangélikus egyházmegye a Magyarországi Evangélikus Egyház egyik egyházmegyéje, a Nyugati (Dunántúli) Egyházkerület hat egyházmegyéjének egyike. Jelenleg 26 egyházközség alkotja. Határai hozzávetőlegesen egybeesnek Veszprém vármegye határaival, de nem tartozik hozzá a sümegi és a tapolcai járás területének nagy része (ezek a Somogy-Zalai Egyházmegyéhez tartoznak), viszont az északi megyehatár mentén fekvő, 1992 után Győr-Moson-Sopron megyéhez csatlakozó települések ma is részét képezik. Az esperesi hivatal székhelye – mint az evangélikus egyházmegyéknek általában – nem állandó, a megválasztott lelkész szolgálati helyétől függ. 2008 óta az esperesi hivatal Pápán működik.

## Története

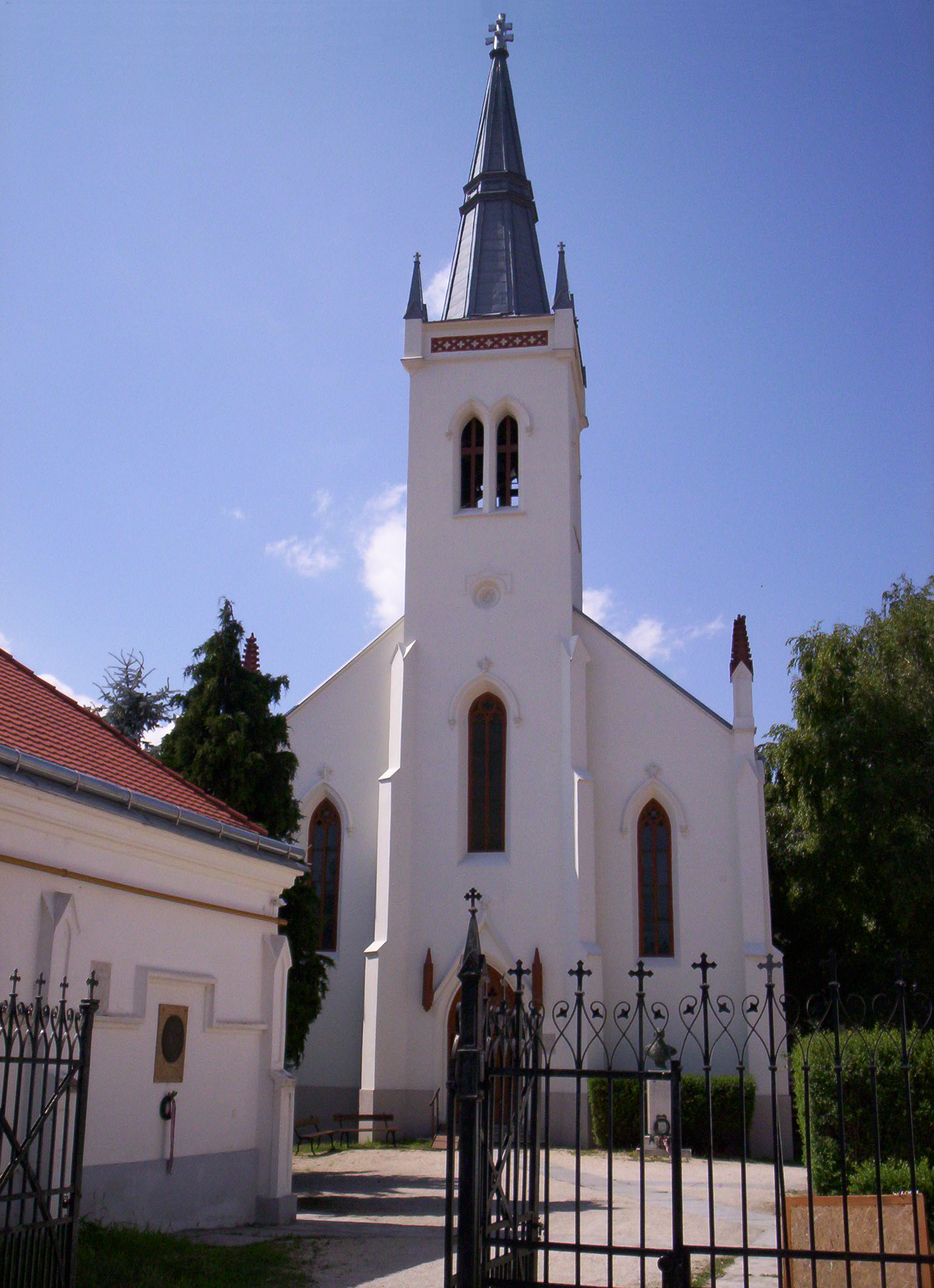
A pápai evangélikus templom

Veszprém vármegyében a reformáció terjedésének központja Pápa mezőváros volt, ahol már 1530 körül meggyökeresedtek a lutheri tanok. A Pápa környéki falvakban, valamint Enyingi Török Bálint, Thurzó Elek és Choron András birtokain is már a XVI. század első felében terjedt a reformáció evangélikus ága, és számos evangélikus gyülekezet jött létre.
Az egyházmegye, maihoz hasonló formájában a XVIII. században alakult. Területe nagyjából megegyezett Veszprém vármegyével. A dunántúli egyházkerület 1786-ban, Nemesdömölkön tartott közgyűlése két veszprémi egyházmegyét nevezett meg: veszprémi felső és veszprémi alsó egyházmegye. Az előbbi Pápa tágabb környékét, az utóbbi Veszprém és Várpalota környékét fedte le. 1792-re viszont már egységes volt a veszprémi egyházmegye, ekkor 19 egyházközséggel. 1803 és 1812 között újra alsó és felső részre tagolódott az egyházmegye, 1813 elejétől viszont véglegesen egyesült a két rész.
Az egyházigazgatás 1952-es átalakításakor a Veszprémi Egyházmegye határát Veszprém megye akkori területével egybeesően állapították meg, így az egyházmegyéhez csatolták az addig a zalai egyházmegyét alkotó balaton-felvidéki egyházközségeket, a győri egyházmegyétől a lovászpatonai gyülekezetet, a kemenesaljai egyházmegyétől pedig a kemeneshőgyész-magyargencsi egyházközséget. Viszont a Fejér-Komáromi Egyházmegyéhez került az enyingi, hántai, lajoskomáromi, a bakonyszombathelyi és a súri gyülekezet, majd 1956-ban a bakonycsernyei is. 1979-ben a keszthelyi egyházközséget a Somogy-Zalai Egyházmegyéhez csatolták, ezzel alakult ki a Veszprémi Egyházmegye jelenlegi határvonala. A rendszerváltás után evangélikus egyházi fenntartású intézmények is újra működhettek: 1990-ben óvoda indult Várpalotán, 1999-re konferencia- és oktatási központ épült Révfölöpön, 2001-ben általános iskolai képzés kezdődött Pápán, 2008-ban a marcaltői óvoda és iskola került egyházi fenntartásba, 2011-ben pedig Veszprémben evangélikus óvoda nyitotta meg kapuit. A megye legnagyobb gyülekezete a pápai, a XX. század második felében szinte végig – 1956 és 1998 között – ennek a gyülekezetnek a lelkészei töltötték be az esperesi tisztséget.

### Esperesek
Kiss Zsigmond (nagyvázsonyi majd várpalotai lelkész) 1756 körül

Szakonyi Ferenc (dabronyi lelkész) 1765-ig

Sikos István (várpalotai lelkész) 1765-1772

Erhard György (somlószőlősi lelkész) 1785-ig

Tompos Balázs (marcalgergelyi lelkész) a veszprémi felső egyházmegye esperese 1786-tól
Kutsány István (várpalotai lelkész) a veszprémi alsó egyházmegye esperese 1786-tól
Tompos Balázs (marcalgergelyi lelkész) 1803-ig

Szakonyi József (pápai majd dabronyi lelkész) a veszprémi felső egyházmegye esperese 1803-1811
Berke Mihály (pápai lelkész) a veszprémi felső egyházmegye esperese 1811-1812
Hrabovszky György (lajoskomáromi lelkész) a veszprémi alsó egyházmegye esperese 1803-1812

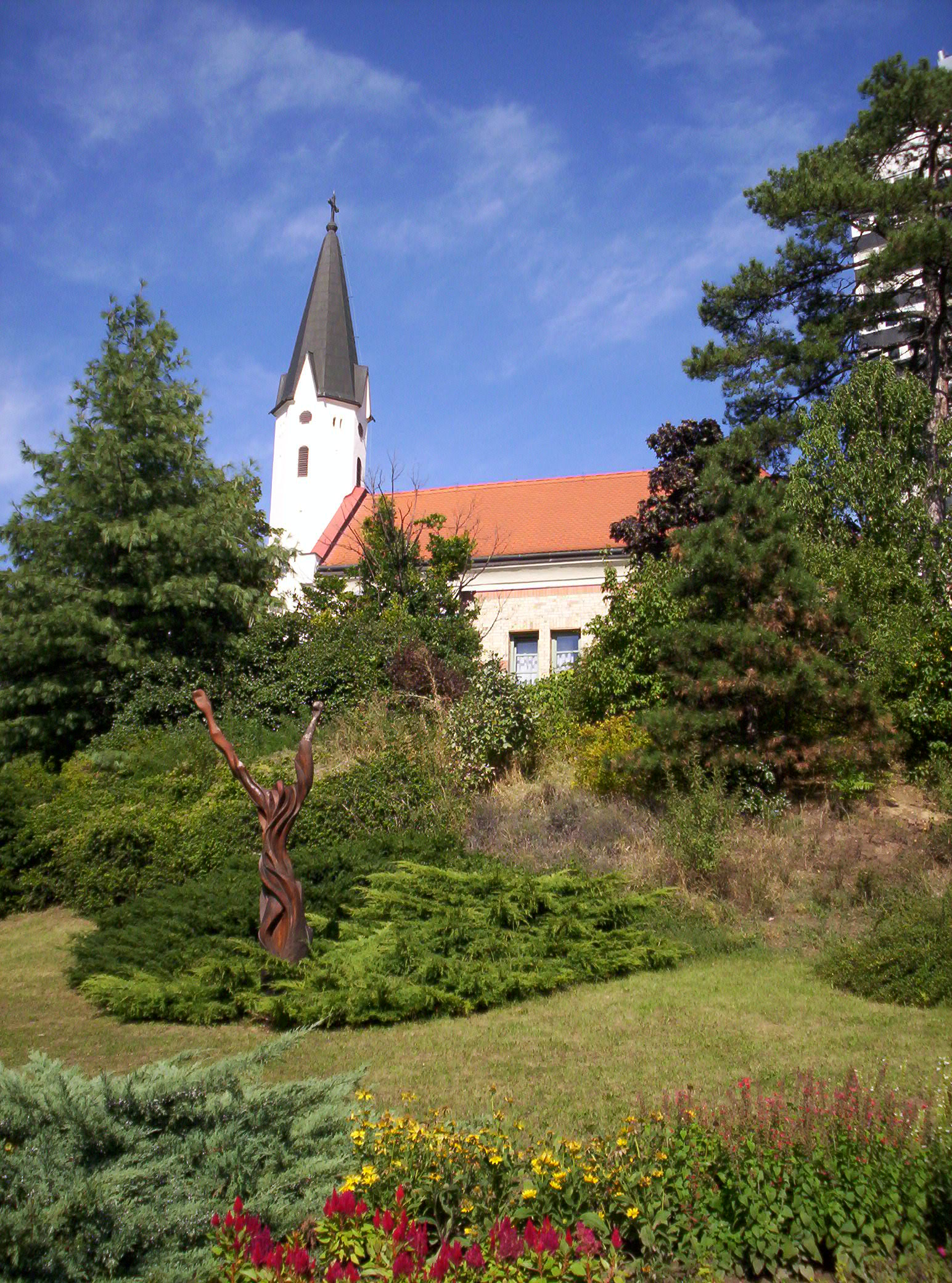
A veszprémi evangélikus templom

Berke Mihály (ajkai majd marcalgergelyi lelkész) 1813-1843

Szedenics György (várpalotai lelkész) 1843-1867

Tatay Sámuel (bakonytamási lelkész) 1868-1893

Gyurátz Ferenc (pápai lelkész) 1893-1895

Szalay Ferenc (várpalotai lelkész) 1896-1905

Hofbauer Pál (bakonyszombathelyi lelkész) 1906-1911

Szalay László (somlószőlősi lelkész) 1911-1912

Takács Elek (homokbödögei lelkész) 1913-1948

Hering János (veszprémi lelkész) 1948-1952

Halász Béla (kapolcsi, veszprémi majd pápai lelkész) 1952-1971

Sikos Lajos (pápai lelkész) 1971-1986

Varga György (pápai lelkész) 1986-1998

Pintér Mihály (várpalotai lelkész) 1998-2003

Ördög Endre (bakonyszentlászlói lelkész) 2003-2008

Polgárdi Sándor (pápai lelkész) 2008-2024
Weltler Gábor (malomsoki lelkész) 2024-

## Szervezeti felépítés
Az egyházmegyét 26 egyházközség alkotja:
| | |
| - Ajkai Egyházközség - Bakonyszentlászlói Egyházközség - Bakonytamási Egyházközség - Balatonfüred–Dörgicsei Egyházközség - Csikvándi Egyházközség - Csöglei Egyházközség - Gecsei Egyházközség - Homokbödögei Egyházközség - Kemeneshőgyész–Magyargencsi Társult Egyházközség - Kertai Egyházközség - Kővágóörs–Révfülöp–Kapolcsi (SION) Egyházközség - Lovászpatonai Egyházközség - Malomsoki Egyházközség | - Marcalgergelyi–Szergényi Társult Egyházközség - Mencshely–Nagyvázsony–Szentantalfa–Zánkai Társult Egyházközség - Mezőlaki Egyházközség - Nagyalásony–Dabrony–Nemesszalóki Társult Egyházközség - Ösküi Egyházközség - Pápai Egyházközség - Sikátori Egyházközség - Somlószőlősi Egyházközség - Takácsi–Nagyacsád–Nemesgörzsönyi Társult Egyházközség - Tési Egyházközség - Vanyolai Egyházközség - Várpalotai Egyházközség - Veszprémi Egyházközség |

Az egyházmegye jelenlegi vezetése:
- Polgárdi Sándor esperes (pápai lelkész)
- Henn László egyházmegyei felügyelő

## Statisztikai adatok
A 2001-es népszámlálás adatai szerint az egyházmegye területén 19 297-en vallották magukat evangélikusnak, a lakosság 5,7%-át teszik ki, ami az országos átlag csaknem kétszerese. Hat olyan település található az egyházmegyében, ahol az evangélikusok többséget alkotnak: Szergény, Kemeneshőgyész, Magyargencs, Csikvánd, Marcalgergelyi és Malomsok. Ezek a falvak mind az északnyugati megyehatár közelében találhatóak, ez is jól mutatja, hogy a megyén belül Pápa környékén élnek a legsűrűbben evangélikusok. A legnépesebb gyülekezetek a négy legnagyobb városban találhatóak: Pápán, Veszprémben, Ajkán és Várpalotán. A 213 településből 76-ban tartanak rendszeresen gyülekezeti alkalmakat. A 26 egyházközségben 20 lelkész szolgál.

## Evangélikus intézmények az egyházmegye területén
- Forrás Evangélikus Keresztyén Óvoda, Várpalota
- Gyurátz Ferenc Evangélikus Általános Iskola, Pápa
- Kmety György Evangélikus Általános Iskola és Óvoda, Marcaltő
- Ordass Lajos Evangélikus Oktatási Központ Archiválva 2012. január 29-i dátummal a Wayback Machine-ben, Révfülöp
- Örömhír Evangélikus Keresztyén Óvoda[halott link], Veszprém

## Külső hivatkozások
- Payr Sándor: A Dunántúli Evangélikus Egyházkerület története. I. kötet. Sopron, 1924.
- Zoványi Jenő: Magyarországi protestáns egyháztörténeti lexikon. Szerk. Ladányi Sándor. 3. jav., bőv. kiadás. Budapest: Magyarországi Református Egyház Zsinati Irodája. 1977.  ISBN 963-7030-15-8